# Тіручирапаллі
Тіруччираппаллі (там. தி௫ச்சிராப்பள்ளி, Tiruccirāppaḷḷi IAST), також відомий як Тіручі та Тричі — місто в південноіндійському штаті Тамілнад. Серед міст штату займає четверте місце за кількістю населення після Ченная, Коїмбатуру і Мадурая. За даними на 2009 рік населення міста становило 1139534 чоловік.
Тіручирапаллі розташований в центральній частині штату, на берегах річки Кавері. Місто є адміністративним центром округу Тіруччираппаллі. Одна з основних визначних пам'яток Трічі — присвячений Ганешу храм Уччхі-піллаяр, розташований на високому скелястому масиві, що круто обривається до старої частини міста.
До Тричі прилягає містечко Шрірангам, розташований на двох островах посеред річки Кавері. Там знаходиться присвячений Вішну храм Шрі Ранганатхасвамі — найбільший у світі діючий індуїстський храм і важливе місце паломництва для вайшнавів. Уродженцем Тіручирапаллі був відомий вчений-фізик, лауреат Нобелівської премії Чандрасекара Венката Раман. У будинку, де він жив, зараз знаходиться музей.

## Клімат
Місто знаходиться у зоні, котра характеризується кліматом тропічних саван. Найтепліший місяць — квітень із середньою температурою 32.2 °C (90 °F). Найхолодніший місяць — січень, із середньою температурою 25 °С (77 °F).
| Клімат Тіручирапаллі                      | Клімат Тіручирапаллі | Клімат Тіручирапаллі | Клімат Тіручирапаллі | Клімат Тіручирапаллі | Клімат Тіручирапаллі | Клімат Тіручирапаллі | Клімат Тіручирапаллі | Клімат Тіручирапаллі | Клімат Тіручирапаллі | Клімат Тіручирапаллі | Клімат Тіручирапаллі | Клімат Тіручирапаллі | Клімат Тіручирапаллі |
| Показник                                  | Січ.                 | Лют.                 | Бер.                 | Квіт.                | Трав.                | Черв.                | Лип.                 | Серп.                | Вер.                 | Жовт.                | Лист.                | Груд.                | Рік                  |
| Абсолютний максимум, °C                   | 32                   | 38                   | 40                   | 41                   | 41                   | 41                   | 39                   | 38                   | 37                   | 36                   | 35                   | 32                   | 41                   |
| Середній максимум, °C                     | 28                   | 31                   | 34                   | 36                   | 37                   | 35                   | 35                   | 34                   | 33                   | 31                   | 29                   | 28                   | 33                   |
| Середня температура, °C                   | 25                   | 27                   | 29                   | 32                   | 32                   | 31                   | 31                   | 30                   | 29                   | 28                   | 26                   | 25                   | 28                   |
| Середній мінімум, °C                      | 21                   | 22                   | 24                   | 27                   | 27                   | 27                   | 26                   | 26                   | 25                   | 25                   | 23                   | 22                   | 25                   |
| Абсолютний мінімум, °C                    | 16                   | 17                   | 18                   | 20                   | 20                   | 18                   | 22                   | 21                   | 20                   | 20                   | 18                   | 17                   | 16                   |
| Норма опадів, мм                          | 12.7                 | 13.8                 | 15.5                 | 59.1                 | 77.2                 | 52.8                 | 68.7                 | 93.3                 | 119.2                | 184.9                | 127.6                | 61.7                 | 886.4                |
| Днів з дощем                              | 2                    | 2                    | 1                    | 3                    | 4                    | 3                    | 6                    | 7                    | 9                    | 10                   | 10                   | 8                    | 65                   |
| ----------------------------------------- | -------------------- | -------------------- | -------------------- | -------------------- | -------------------- | -------------------- | -------------------- | -------------------- | -------------------- | -------------------- | -------------------- | -------------------- | -------------------- |
| Джерело: Weatherbase, Weatherbase (опади) |                      |                      |                      |                      |                      |                      |                      |                      |                      |                      |                      |                      |                      |